# داگنوم

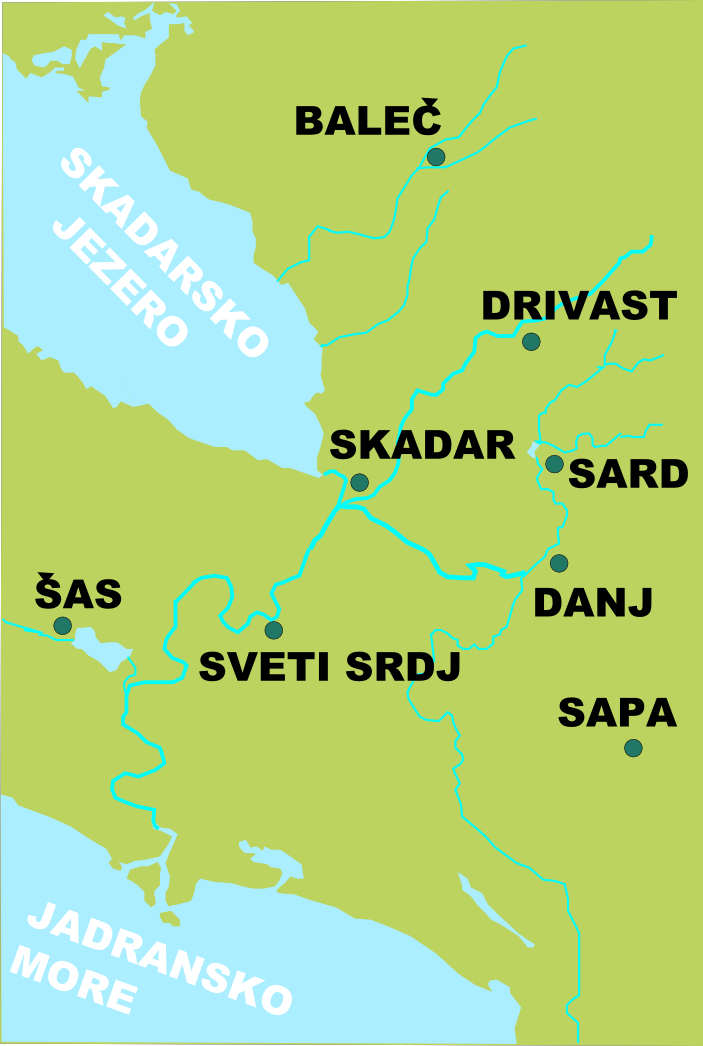
داگنوم (دانج) و شهرهای نزدیک

داگنوم (آلبانیایی: Danjë or Dejë, صربی: Danj, ایتالیایی: Dagno) شهری باستانی، دین‌سالاری و قلعه‌ای مهم در قرون وسطی بود که در قلمرو آلبانی امروزی قرار داشت. این منطقه تحت کنترل آلبانیایی‌ها، صربی‌ها، ونیزی‌ها و عثمانی‌ها بوده و هنوز هم به‌ عنوان یک شهر کاتولیک لاتین باقی مانده است. این شهر به شهر مدرن واو ای دِیش نزدیک است.